# Frankie Dunlop
Francis „Frankie“ Dunlop (* 6. Dezember 1928 in Buffalo, New York; † 7. Juli 2014) war ein US-amerikanischer Jazz-Schlagzeuger.

## Karriere
Frankie Dunlop hatte Unterricht bei Johnny Roland, einem Musiker des Buffalo Philharmonic Orchestra,  und spielte zu Beginn seiner musikalischen Laufbahn bei Lenny Lewis und dem George Clark Quartet im Colored Musicians Club of Buffalo. Nach Ableistung seines Militärdienstes zog Dunlop nach New York City, wo er in der dortigen Jazzszene arbeitete, 1951 mit Big Jay McNeely, 1954 mit Skippy Williams, danach mit Sonny Stitt, Charles Mingus (Tijuana Moods, 1957), Thelonious Monk (Misterioso, 1958; Monk In Italy, 1961), mit dem er auch 1963 auf dem Newport Jazz Festival auftrat, und Sonny Rollins (Alfie, 1966). Außerdem war Dunlop 1958–59 bei Maynard Ferguson und ging mit ihm auf Europa-Tournee. Er spielte des Weiteren mit Bill Barron (Modern Windows Suite, 1961), Wilbur Ware (1957), Joe Zawinul (1959) und Ray Crawford Platten ein. Ende der 1970er Jahre spielte er in der Band von Lionel Hampton.
Frankie Dunlop ist der jüngere Bruder des Jazzpianisten Boyd Lee Dunlop (1926–2013).

## Lexikalischer Eintrag
- Richard Cook, Brian Morton: The Penguin Guide of Jazz on CD. 6. Auflage. Penguin, London 2002, ISBN 0-14-051521-6.
- Bielefelder Katalog Jazz 2001